# West Orange, Texas
West Orange är en ort i Orange County i Texas. Vid 2020 års folkräkning hade West Orange 3 459 invånare.